# Jean d'Espinay (évêque)
Ne doit pas être confondu avec Jean d'Espinay (chevalier).
Jean d'Espinay, né en Bretagne et mort en 1503, est un prélat français du XVe siècle. 

## Biographie
Jean d'Espinay senior est le fils de Richard, sire d'Espinay et de la Rivière, chambellan de François II de Bretagne, et de Béatrix de Montauban. Trois de ses sept frères sont aussi évêques, Robert, Jean le jeune et Guillaume, respectivement de Nantes, Mirepoix puis Nantes, et de Léon. Un autre frère, André, est cardinal, et une de leurs deux sœurs François d'Espinay sera abbesse de Saint-Georges de Rennes en 1485.
Jean d'Espinay devient trésorier de Rennes d'abord par résignation le 26 mars puis par le décès de son oncle Robert d'Espinay le 17 avril 1482 avec qui il avait échangé la paroisse de Saint-Grégoire contre celle de Domagné. Il avait obtenu le 9 juillet 1477 la prorogation pour cinq ans de la dispense de se faire ordonner prêtre. Il est fait évêque de Mirepoix par Innocent VIII en 1485 et est transféré au diocèse de Nantes en 1493, en succession de son frère Robert et enfin au diocèse de Saint-Pol-de-Léon en 1500.